# 嘉应会馆
嘉应会馆位于中国江苏省苏州市姑苏区胥门外枣市街9号（原22号），南临胥江，东邻泰让桥。

## 历史
建于清嘉庆十四年至十八年（1809-1813），由广东嘉应直隶州所属程乡、兴宁、平远、长乐和镇平五县商贾集资建造，道光二十七年（1847）和光绪三十年（1904）重修。会馆于1954年停止活动，其后建筑曾长期作为苏州日杂公司仓库，2003年被整体搬迁东移10米，2007年5月由释星云出资重修，当年11月作为嘉应会馆美术馆对外开放。
建筑由头门（面阔五间，上层背面兼作戏台，戏台为卷棚歇山顶）、正厅和后楼（均为面阔三间）等组成，另在东侧设有附属办事和生活用房。正厅两侧设有备弄，弄内墙上嵌有记述会馆沿革和捐资名单的碑刻共18方，但现状多已损毁严重、模糊不清，后楼前有砖雕门楼。